# 第三類接觸 (電影)
《第三類接觸》（英語：Close Encounters of the Third Kind）是一部由導演史蒂芬·史匹柏所執導的1977年美國科幻電影。《第三類接觸》是科幻電影的里程碑之一，不止是因為它特別的影響力，也因為《第三類接觸》將外星人描述為溫和友善的，這與其它電影大不相同，因為在此之前的作品幾乎都將外星人塑造成邪惡的侵略者以及怪物。本片主演是李察·德雷福斯、梅林達·狄龍、特瑞·加爾、鮑勃·巴拉班、卡里·加菲和法蘭索瓦·楚浮。本片講述羅伊·尼瑞（Roy Neary）是一名印第安納州的藍領，在遇見到不明飛行物（UFO）後，他的生活發生了變化。
《第三類接觸》是史匹柏長期珍視的項目。1973年底，他與哥倫比亞電影公司就科幻電影進行了協議。儘管史匹柏在劇本方面獲得唯一的掛名，但他卻受保羅·許瑞德、約翰·希爾、大衛·傑拉、賀爾·巴伍德、馬修·羅賓斯和傑裡·貝爾森的幫助，他們於不同的程度在劇本上合作。電影標題源於飛碟學家約瑟夫·艾倫·海尼克的與外星人接觸的分類法，其中第三類是表示人類對外星人或「活的生物」的觀察。道格拉斯·特蘭布擔任視覺效果主管，而卡羅·蘭博蒂設計了外星人。
2007年12月，本片被美國國會圖書館視為「文化上、歷史上或美學上有意義」，並被選中保存在國家影片登記表。本片的特別版附加了一些場景，於1980年上映。本片的第三個剪輯版於1998年在VHS和鐳射影碟上發行（後來在DVD和藍光光碟上發行）。本片為40週年紀念而以4K進行修復，並於2017年9月1日在劇院重新上映。

## 劇情大綱
電影開頭，索诺拉沙漠發現第二次世界大战失蹤的航空器，包含法國科學家拉康在內的一群科學家在場調查。航空器狀況良好，但飛行員不知所蹤。另一方面，印第安納波利斯航空交通管制中心處理的兩架班機與不明飞行物（UFO）發生近似差错。曼西的3歲小男孩貝利在半夜發現玩具自主啟動，並受到指引而走出房子，其母吉麗安發現後趕緊追上。印第安纳州陷入大停電期間，藍領工人羅伊意外經歷了近距離接觸，在開車追逐UFO時遇到吉麗安。
羅伊著迷於找出UFO的真相，令妻子郎尼覺得生活受到影響。羅伊看見了幻象，並開始狂熱地打造一座小方山的比例模型，吉麗安也不停畫著一樣的地方。不久後，吉麗安遇到UFO降臨家裡，將貝利帶走。郎尼最終帶著孩子離開羅伊，羅伊孤身一人時偶然看到電視，發現怀俄明州的魔鬼塔正好對應到他的模型，於是與吉麗安開車前往該地。另一方面，與UFO有關的活動在世界各地遽增，拉康成為UFO調查計畫的負責人，和联合国專家合作。目擊報告顯示，UFO會發出五個音符組成的聲音。科學家向外层空间發出五個音符的信號，結果反覆收到重複的一串數字。拉康的助手兼口譯羅林憑藉製圖資歷而發現這些數字指的是魔鬼塔的座標，眾人於是往該處集結。
在怀俄明州，美国陆军以神經性毒劑大範圍外洩的假消息來驅離周遭人民，科學家們在山谷裡建造了與UFO進行接觸的基地。羅伊、吉麗安與其他被幻象吸引到魔鬼塔的人遭到軍方攔下，羅伊與吉麗安不願放棄，拚命跑到基地附近並躲起來。UFO開始出現在基地上空，科學家們用先前破譯出的五個音符與UFO溝通，在反覆交流下破譯了UFO的「語言」。巨大的母舰在基地著陸，羅伊與吉麗安站到科學家的行列中。多年來被UFO帶走的人類從母舰走出，吉麗安開心地與貝利重逢。科學家們安排羅伊與一群人類成為登上母舰的人類代表，但外星人們從中只帶走了羅伊。一名外星人單獨站出來問候人類，拉康比出代表五個音符的一串手勢，外星人做出同樣的回應並微笑。母舰最後升空離開，全片結束。

## 演員
- 李察·德雷福斯飾演羅伊·尼瑞（Roy Neary）：印第安纳州的電線工。
- 法蘭索瓦·杜魯福飾演克勞德·拉康（Claude Lacombe）：法國科學家，UFO研究工作的負責人。
- 特瑞·加爾（英语：Teri Garr）飾演郎尼·尼瑞（Ronnie Neary）：羅伊的妻子。
- 梅林達·狄龍飾演吉麗安·基樂（Jillian Guiler）
- 卡里·加菲（英语：Cary Guffey）飾演貝利·基樂（Barry Guiler）：吉麗安的3歲兒子。
- 鮑勃·巴拉班飾演大衛·羅林（David Laughlin）：拉康的助手兼英法通譯。
- Roberts Blossom（英语：Roberts Blossom）飾演農夫（Farmer）：出現在UFO記者會上。
- Merrill Connally飾演小組領導人（Team Leader）
- George DiCenzo（英语：George DiCenzo）飾演Major Benchley
- 兰斯·亨利克森飾演Robert
- Warren Kemmerling飾演"Wild Bill"
- J. Patrick McNamara飾演計畫領導人（Project Leader）
- Philip Dodds（英语：Phil Dodds）飾演Jean Claude
- Gene Dynarski（英语：Gene Dynarski）飾演Ike
- Josef Sommer（英语：Josef Sommer）飾演Larry Butler
- 卡爾·韋瑟斯飾演Military Police
- David Abraham Cheulkar（英语：David Abraham Cheulkar）飾演English-Hindi interpreter

## 製作
史匹柏在1973年年底、作品《橫衝直撞大逃亡》（1974年）還在後製時就與片商哥倫比亞影業協商拍片事宜，後來史匹柏選擇先去拍《大白鯊》（1975年）而將該片延後。《第三類接觸》的部分內容以以史匹柏多年前拍的電影《火光》（1963年）和1970年寫的劇本《經驗》（Experiences）為基底。該片的劇本原本由保羅·許瑞德執筆，但史匹柏不滿意，認為主題寫得不夠好，之後又經由約翰·希爾和大衛·傑拉之手改寫，最後史匹柏決定親自操刀劇本，過程中查閱了許多UFO的資料，並訪問了多位該領域人士。拍片過程中，該片面臨比《大白鯊》還嚴重的時程延誤、技術問題和預算超支，哥倫比亞影業一度資金拮据。

## 上映
《第三類接觸》於1977年11月16日上映，在口碑和票房上都有好表現，讓哥倫比亞影業免於破產。

## 獲獎
總共入圍第50届奥斯卡金像奖8項大獎，最終榮獲1項大獎：
- 獲得最佳攝影獎
- 入圍最佳導演獎
- 入圍最佳女配角獎
- 入圍最佳藝術指導獎
- 入圍最佳視覺效果獎
- 入圍最佳剪輯獎
- 入圍最佳混音獎
- 入圍最佳原創音樂獎
- 1977年美国国家评论协会奖：荣誉奖（Special Citation，该奖颁发予：《第三类接触》一片中的非凡特技）。
- 1978年第五十届奥斯卡金像奖（美国影艺学院奖·OSCAR）：最佳摄影奖，特别成就奖（SPECIAL ACHIEVEMENT AWARD，该奖颁发予：《第三类接触》一片的音响效果剪辑）。
- 1978年美国科幻恐怖片大奖（美国科幻恐怖电影学院奖）——土星奖：最佳导演（斯蒂文·斯皮尔伯格，与《星球大战》的导演乔治·卢卡斯并列获奖），最佳音乐（约翰·威廉姆斯，他以《第三类接触》和《星球大战》并列同时获奖），最佳编剧（斯蒂文·斯皮尔伯格）等3项奖。
- 1978年意大利大卫奖最佳外语片。
- 1979年格莱美奖：最佳原创影视音乐专辑奖（约翰·威廉姆斯）。

## 評價
美國戲劇學院在1998年時將《第三類接觸》列入美國影史100大名單中，排名第64位。
此片也因為它「文化上、歷史上、美學上」的重要價值，被選為美國國家電影保護局（National Film Preservation Board）典藏。